# Гиподерматоз
Гиподермато́з (лат. hypodermyasis, hypodermatosis) — доброкачественный миаз человека и копытных (в основном крупного рогатого скота). Характеризуется, как правило, поражением кожи, реже — глаз, спинного или головного мозга и других органов.

## Этиология
Возбудители — личинки двукрылых насекомых из подсемейства подкожных оводов: обыкновенный подкожный овод (Hypoderma bovis) и южный подкожный овод, или пищеводник (Hypoderma lineatum). Оба вида имеют голарктическое распространение и встречаются в России. Взрослые мухи размером около 1,5 см. Самки могут откладывать около 600—800 отдельных яиц.

## Гиподерматоз человека
Данный энтомоз характеризуется синдромом блуждающей личинки — паразитирование возбудителей в коже человека (см. larva migrans). Личинки мигрируют в подкожной клетчатке. Передвигаются личинки быстро — до 12 см за 12 часов.
Заражение человека происходит в отдельных случаях , при нахождении в местности с большим скоплением крупно рогатого скота , например на пастбищах . Самки оводов откладывают яйца непосредственно на волосы человека.
Личинки 1-го возраста активно внедряются под кожу и мигрируют в подкожной клетчатке. Первоначально миграция не вызывает болезненных явлений. Затем на коже появляется красноватая или синеватая отёчность, которая бесследно исчезает через несколько дней, но появляется выше, по ходу миграции. Миграция заканчивается при выходе личинки под кожу верхней части тела. Затем личинка линяет; вокруг неё образуется соединительнотканевая капсула, наполненная серозной жидкостью. Через несколько дней образуется свищ (см. Кожный миаз).
Описан случай подкожного миаза в течение 4 месяцев, проявляющийся мигрирующими опухолевидными образованиями, токсико-аллергическими реакциями и синкопалъными припадками.
На фоне этих процессов может наблюдаться лихорадка, лимфаденит, симптомы интоксикации (головокружение, тошнота, рвота, потеря памяти), кратковременная боль, субфебрильная температура, эозинофилия, признаки внутричерепной гипертензии. Могут быть и другие признаки: эозинофилия, плеврит, перикардит, миозит. Иногда отмечается гиперэозинофилия, в сочетании с лихорадкой, болями в мышцах и сердце, ЦНС и коже.
Свищи локализуются в верхней части тела, на предплечье и голове.
Особенно опасны для человека проникновение личинок в глаз — в переднюю камеру, стекловидное тело, под сетчатку. В этом случае инвазия протекает тяжело, с сильными болями, кровотечением, отёчностью века и височной области. Паразитирование личинок Hypoderma проявляется снижением зрения, повышением внутриглазного давления, отёчностью роговицы, рубеозом, выпадением большого количества экссудата и пигмента. Выход личинок под сетчатку сопровождается отслоением последней и приводит обычно к полной потере зрения (см. Офтальмомиаз).
Подкожный миаз, вызванный H. lineatum и H. bovis, может наблюдаться на шее, в паху и т. д.
Встречаются случаи орального миаза, вызванного Hypoderma bovis.
Может возникнуть лихорадка, боль в мышцах, боли в суставах, отёк мошонки, асцит (жидкость в брюшной полости живота), жидкость вокруг сердца, возможно вторжение паразитов в головной и спинной мозг. Попадание личинок в мозг обуславливает редкий церебральный миаз, характеризующийся повреждением мозга в виде внутримозговых гематом, конвульсиями, и др. клиническими признаками.. Путь попадания личинок в головной мозг неизвестен.
В неясных случаях установление диагноза возможно с помощью серологических реакций, так как личинки вызывают появление антител в крови.
Лечение заключается в хирургическом удалении личинок, назначают Ivermectin в комбинации с аверсектиновой мазью.

## Гиподерматоз домашних животных
Hypoderma bovis и Hypoderma lineatum поражают главным образом крупный рогатый скот.
Вышедшие  из яиц личинки через кожу проникают в тело хозяина, после чего мигрируют вдоль сосудов и нервов к позвоночнику и попадают в спинномозговой канал. Личинки в спинномозговом канале остаются в течение 5—6 месяцев, после чего проникают  в область спины и поясницы, где образуют капсулы, в которых пробуравливают свищевые отверстия и линяют. После созревания личинки оводов через свищевые отверстия выходят  из капсулы и падают  на землю, и окукливаются.
При дифференциальной диагностике исключают травмы, а также дерматиты, абсцессы и гранулемы бактериальной и другой паразитарной этиологии (укусы насекомых и др.).
Заболевание причиняет большой ущерб народному хозяйству: у животных, пораженных личинками овода, обесцениваются кожи, снижается удой, больной молодняк плохо откармливается. Молочная продуктивность коров, зараженных личинками овода, снижается на 15-25%, а в период лёта взрослых насекомых у всех коров удои уменьшаются на 40-60% в связи с беспокойством при нападении самок овода.